# Michael Sommer

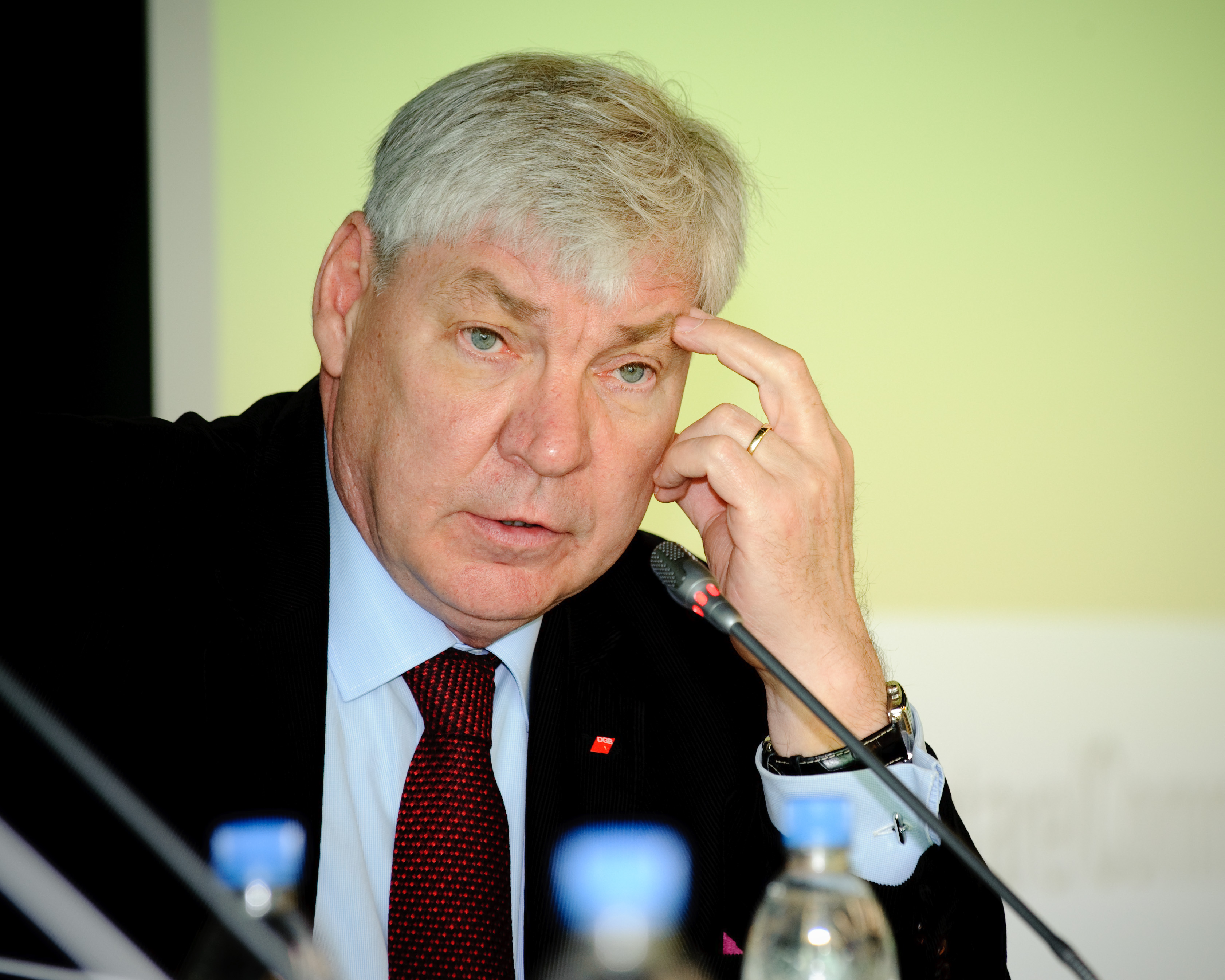
Michael Sommer (2010)

Michael Sommer (ur. 17 stycznia 1952 w Büderich, obecnie dzielnica Meerbusch, zm. 30 czerwca 2025) – niemiecki działacz związkowy, w latach 2002–2014 przewodniczący największej niemieckiej federacji związków zawodowych Deutscher Gewerkschaftsbund (DGB). Od 1981 roku był członkiem SPD. W 2006, na kongresie założycielskim Międzynarodowej Konfederacji Związków Zawodowych (ITUC) został wybrany na stanowisko wiceprzewodniczącego tej organizacji.
W latach 1971–1980 studiował nauki polityczne na Wolnym Uniwersytecie w Berlinie. W czasie studiów utrzymywał się, pracując na poczcie. W 1971 roku wstąpił do związku zawodowego pracowników poczty Deutsche Postgewerkschaft (DGP). Po ukończeniu studiów pracował dla związku zawodowo. Przez następne lata zdobywał kolejne szczeble związkowej kariery. Tuż po fuzji DPG z czterema innymi związkami i utworzeniu w wyniku tego związku ver.di został 18 marca 2001 zastępcą przewodniczącego tej organizacji, W następnym roku wybrano go na stanowisko przewodniczącego federacji DGB które sprawował do 2014. W latach 2010–2014 był również przewodniczącym ITUC.

## Źródła
- Biografien. Michael Sommer, geb. 1952. www.gewerkschaftsgeschichte.de. [dostęp 2025-06-30]. (niem.).